# Sandby Sogn (Lolland Kommune)
Sandby Sogn 
ist eine Kirchspielsgemeinde (dän.: Sogn)
an der Westküste der Insel Lolland im südlichen Dänemark, die auch einige Inseln im Nakskov Fjord gehören.
Bis 1970 gehörte sie zur Harde Lollands Nørre Herred im damaligen Maribo Amt, danach zur Ravnsborg Kommune im Storstrøms Amt, die im Zuge der  Kommunalreform zum 1. Januar 2007 in der Lolland Kommune in der Region Sjælland aufgegangen ist.
Im Kirchspiel leben 607 Einwohner, davon 356 im Kirchdorf (Stand: 1. Januar 2023).

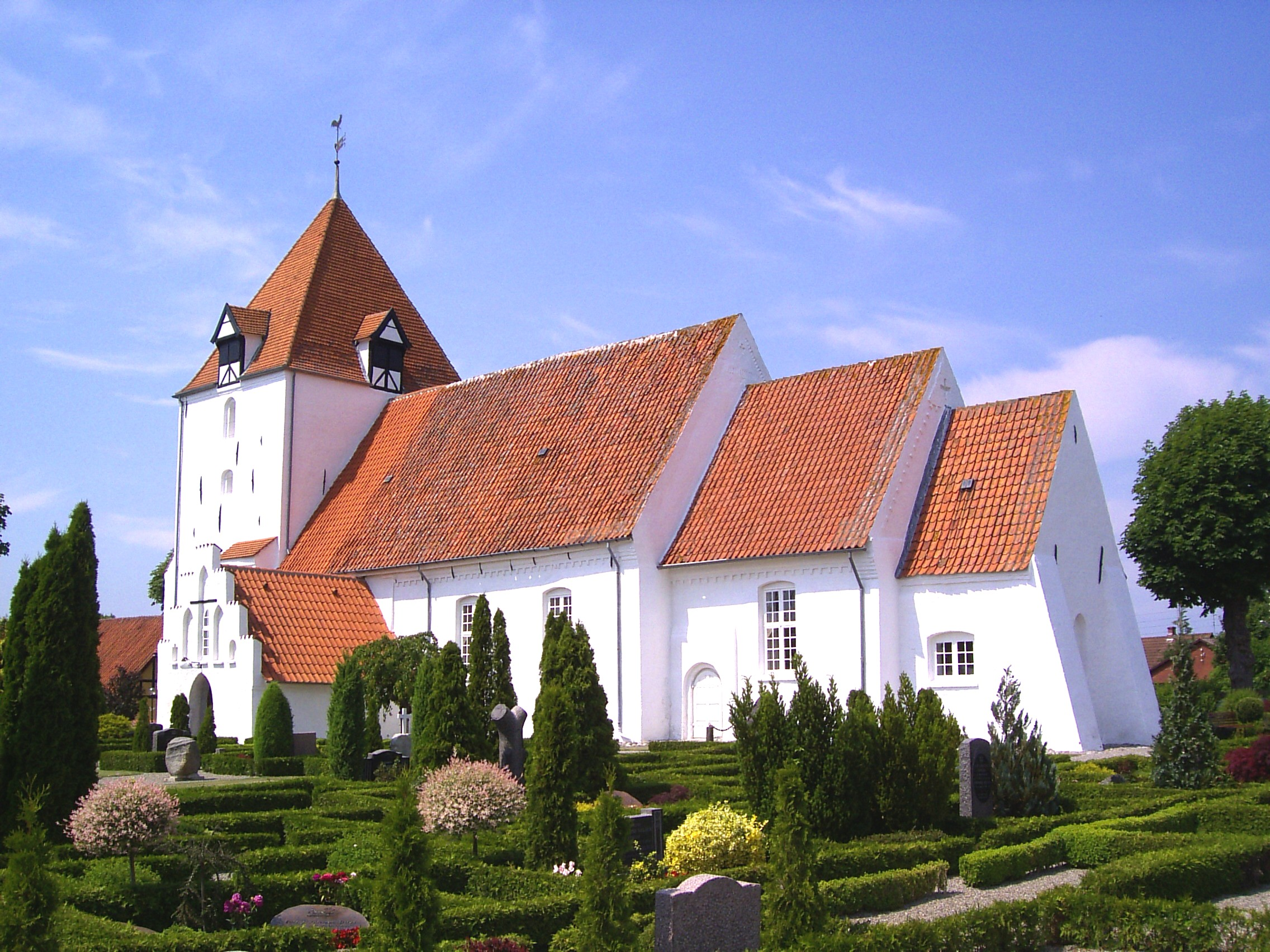
Sandby Kirke

Im Kirchspiel liegt die Kirche „Sandby Kirke“.
Nachbargemeinden sind im Nordosten Købelev-Vindeby Sogn, im Osten Utterslev-Herredskirke-Løjtofte Sogn und im Südosten Branderslev Sogn.